# María Folguera
María Folguera de la Cámara (Madrid, 17 de marzo de 1984) es una escritora, directora de escena, dramaturga y gestora cultural española, ganadora en el año 2001 del Premio de Arte Joven de la Comunidad de Madrid a la Creación Literaria en la modalidad de Narrativa, fundadora de la compañía escénica Ana *Pasadena y fue la directora artística del Teatro Circo Price de Madrid desde enero de 2018 hasta diciembre de 2023.

## Trayectoria
Folguera es licenciada en Dirección de Escena por la Real Escuela Superior de Arte Dramático de Madrid (RESAD) y en Teoría de la Literatura y Literatura comparada por la Universidad Complutense de Madrid. Además, tiene un máster en Práctica escénica y Cultura visual de la Universidad de Alcalá.
En 2001, recibió el Premio de Arte Joven de la Comunidad de Madrid a la Creación Literaria, premio cuya finalidad es dar a conocer a los jóvenes escritores madrileños en tres modalidades –Narrativa, Poesía y Teatro–, siendo galardonada en la V Edición por su novela, Sin juicio, texto que sería editado un año después por Editorial Visor.
Fundó su propia compañía, llamada Ana *Pasadena, un proyecto de investigación escénica en torno a cuerpo, sexo, género y conflicto, para la que escribe y dirige, sus espectáculos han visitado países como Alemania, Estados Unidos e Inglaterra. Su obra Hilo debajo del agua, recibió en 2009, el Premio Valle-Inclán de Textos Teatrales y el Premio Abierto, además de ser una de las finalistas del Certamen Nuevos Investigadores Escénicos (CENIT) de Atalaya - TNT en ese mismo año.
Folguera trabaja en el Teatro Circo Price de Madrid desde 2009, inició su andadura como apoyo a los departamentos de comunicación y dirección, luego como coordinadora de proyectos propios de la institución, en 2010 se convirtió en la asesora artística y de programación y en 2016 en la responsable de programación de la Institución. En 2012, apareció en el programa Los oficios de la cultura de Televisión Española, en el que figuras relevantes de la cultura muestran el día a día de su oficio acompañados por un joven aprendiz. En el capítulo, Pere Pinyol recorre acompañado por Folguera, el propio Price y otros espacios de circo del país como el Centro de las Artes del Circo Rogelio Rivel y La Central del Circ de Barcelona; también aparecen artistas de circo como Leandro Mendoza y Donald B. Lehn y las compañías de circo Romanés y Circa Contemporary Circus.
Cuenta con numerosos textos para teatro, algunos de ellos editados, tales como: Hilo debajo del agua, El amor y el trabajo y La guerra según Santa Teresa. También ha participado con sus relatos en antologías junto a otros escritores de su generación, tales como: Última temporada. Nuevos Narradores Españoles 1980-1989, Bajo treinta. Antología de Nueva Narrativa Española o Sexo, mujeres y series de televisión. En 2016 publicó, Los primeros días de Pompeya, una novela crítica que recorre dos contrapuntos: Pompeya y Madrid, las artes escénicas y la política; el optimismo y el pesimismo ante la situación actual del país.
En enero de 2018, asumió la dirección del Price. Su Proyecto de Dirección Artística para el Teatro Circo Price, le valió los comentarios del jurado del concurso, quienes destacaron: "su proyección estructurada y realista a tres años, con visión institucional y con un destacado bagaje sobre la memoria del circo y su relación con Madrid". También ha participado en varios laboratorios de ETC-Cuarta Pared y de Nuevo Teatro Fronterizo.
En 2019, editó junto a la escritora Carmen G. de la Cueva, Tranquilas: Historias para ir solas por la noche, que muestra catorce autoficciones escritas por diversas autoras, sobre los peligros que afrontan las mujeres en la calle, con ilustraciones de Sara Herranz. En ese mismo año, comenzó a dirigir el proyecto Sendero Fortún para el Centro Dramático Nacional, un trabajo de investigación sobre la vida y obra de la escritora Elena Fortún, que culminó con la creación de dos obras de teatro: Celia en la revolución y Elena Fortún; siendo la directora del díptico y la autora del texto, además, contó con Eva Luna García-Mauriño como ayudante de dirección. Ambas obras se estrenaron en el Teatro Valle-Inclán de Madrid, la primera del 6 al 24 de noviembre de 2019 y la segunda del 18 de febrero al 8 de marzo de 2020.
En 2021, publicó la novela Hermana. (Placer). Un año después, en 2022, fue la dramaturga de Safo, obra en la que trabajó junto a Christina Rosenvinge y Marta Pazos. Un espectáculo que mezcla investigación, música, poesía y danza para crear una versión propia para reivindicar la figura de la poetisa Safo de Lesbos. Se estrenó en el Festival Internacional de Teatro Clásico de Mérida y también se representó en el Festival Griego.
En mayo de 2023, Folguera fue la dramaturga del proyecto Humanidad (Cinco visiones de Goya para circo), una producción del Teatro Circo Price, inspirada en Los Desastres de la Guerra de Francisco de Goya, que contó con Rakel Camacho como directora escénica de conjunto y cuatro directores de circo invitados, entre los que se encontraba Zenaida Alcalde.
Tras seis años como directora artística del Teatro Circo Price de Madrid, dejó su cargo en diciembre de 2023.

## Obra

### Narrativa
- 2002 - Sin Juicio. Visor. ISBN 978-84-7522-755-9.[54][55]
- 2008 - Mi versión de África, relato que forma parte de la antología Sobre tierra plana. Gens Ediciones.[56]
- 2013 - Última temporada. Nuevos Narradores Españoles 1980-1989. Lengua de Trapo. ISBN 978-8483811504.[57][58][59]
- 2013 - Bajo treinta. Antología de Nueva Narrativa Española, con el relato Verlaine hijo. Salto de página. ISBN 9788415065531.[60][61]
- 2016 - Los primeros días de Pompeya. Caballo de Troya. ISBN 9788415451679.[12][13][14]
- 2016 - Mamá quiere ser artista,[62] relato que forma parte del título colaborativo, (h)amor de madre. Continta Me Tienes. ISBN 978-84-945398-5-5.[63]
- 2019 - Tranquilas. Historias para ir solas por la noche. Lumen. ISBN 978-8426407030.[22][23]
- 2021 - Hermana. (Placer). Alianza Editorial. ISBN 9788413623559.[35][36][37][38]

### Ensayo
- 2015 - Una chica con carácter. Jefas en las series españolas de las últimas décadas,[64] ensayo breve que forma parte de la antología Sexo, mujeres y series de televisión. Continta Me Tienes. ISBN 978-84-944176-1-0.[65]
- 2016 - Transcorporal fiesta. Ana Mendieta y Hannah Wilke en Madrid, 2009-2017,[66] en Pygmalion, Revista de teatro general y comparado n.º 8. Instituto del Teatro de Madrid.[67][68]
- 2018 - Los nervios. Revista Acotaciones n.º 41.[69][70]
- 2019 - Fresa y bisturí, en Escenarios de utopía, distopía y miopía en el teatro contemporáneo de España del siglo XXI. Editorial Puentes Dramatúrgicos, University of Southern Indiana y Wake Forest University.[71]

### Dramaturgia y dirección
- 2009 - Hilo debajo del agua (Ediciones Complutenses, 2010).[72][73][74]
- 2011 - El amor y el trabajo,[75] estrenada en el Festival Escena Contemporánea de Madrid, editada por Continta Me Tienes en 2012.[76][77][78][79][80]
- 2012 - Mateo Morral: un suceso extraordinario,[81] estrenada en Escenarios del streaming de PLAYdramaturgia.[82]
- 2013 - La guerra según Santa Teresa,[83][84] estrenada en el Festival Gigante de la Sociedad Cervantina de Madrid,[85] editada por Continta Me Tienes en 2015.[86][87][88]
- 2013 a 2015 - La increíble historia de la chica que llegó la última,[89][90][91] de la dramaturga brasileña, Carla Guimarães, como directora de la gira nacional e internacional.[92][93]
- 2014 - Mapa de recuerdos de Madrid,[94] estrenada en el Festival Frinje de Madrid, producida por la compañía Nuevenovenos.[95][96]
- 2016 - La blanca,[97] estrenada en el Festival Frinje de Madrid.[98][99]
- 2018 - La fuerza de la sangre (Sangre forzada),[100] estrenada en el Festival Gigante de la Sociedad Cervantina de Madrid. Texto inspirado en La fuerza de la sangre de Miguel de Cervantes.[101][102]
- 2018 - La blanca, presentada en el Cervantes Theatre de Londres.[103]
- 2018 - La guerra según Santa Teresa,[84] reestrenada en el Festival de Otoño de Madrid.[104]
- 2018 - La hermana y la palabra, estrenada en El Pavón Teatro Kamikaze de Madrid.[105]
- 2018 - El amor y el trabajo y La guerra según Santa Teresa, publicación conjunta editada por Continta Me Tienes.[106]
- 2019 - Celia en la revolución,[29] producida por el Centro Dramático Nacional, como parte del díptico, Sendero Fortún,[25] dedicado a Elena Fortún y estrenada en el Teatro Valle-Inclán de Madrid.[26][28][32]
- 2020 - Elena Fortún,[30][107] producida por el Centro Dramático Nacional, como parte del díptico, Sendero Fortún,[25] dedicado a Elena Fortún y estrenada en el Teatro Valle-Inclán de Madrid.[27][31][33][34]
- 2022 - Safo, creada junto a Christina Rosenvinge y Marta Pazos, estrenada en el Festival Internacional de Teatro Clásico de Mérida.[42][108][43][44][45][47]
- 2023 - Humanidad (Cinco visiones de Goya para circo).[50][51]

## Premios y reconocimientos
- 2001 - Premio de Arte Joven de la Comunidad de Madrid a la Creación Literaria, por su novela Sin Juicio.[109][2][5][110]
- 2004 - Premio Jóvenes Creadores, por el texto El naufragio del Babilonia.[109][2][5][110]
- 2006 - Premio RNE de Radioteatro, por el texto Sol de Hormiguero, en la primera edición del concurso de guiones Radioteatro para autores noveles, concedido por Radio Nacional de España (RNE) y La Casa Encendida de Madrid.[109][2][5][110][111]
- 2009 - Premio Valle-Inclán de Textos Teatrales, por Hilo debajo del agua.[109][2][72][73][74][110][112]
- 2009 - Premio Abierto, por la puesta en escena de Hilo debajo del agua.[110]
- 2011 - Premio de Ensayo y Narrativa de Caja Madrid, por el relato Verlaine hijo. Texto que forma parte del libro Bajo treinta. Antología de Nueva Narrativa Española.[109][2][5]